# Moeraske
 (décembre 2023).
Si vous disposez d'ouvrages ou d'articles de référence ou si vous connaissez des sites web de qualité traitant du thème abordé ici, merci de compléter l'article en donnant les références utiles à sa vérifiabilité et en les liant à la section « Notes et références ».
Le Moeraske désigne un marais en Belgique, alimenté par le ruisseau du Kerkebeek et qui témoigne du biotope de la vallée de la Senne jusqu'au XVIIIe siècle. Il occupe un site semi-naturel de 14 hectares situé le long de la gare de Schaerbeek-formation, au nord de la commune d'Evere et à l'ouest de l'ancienne commune de Haren.

Un ancien jardin à l'anglaise revenu à l'état sauvage appelé le parc Walckiers, du nom de son ancien propriétaire Adrien Ange Walckiers, jouxte l'ouest de la zone naturelle sur la commune de Schaerbeek.

## Toponymie
En néerlandais, moeraske signifie « petit marais » et kerkebeek signifie « ruisseau de l'église ».

## Historique
C'est lors de la construction, entre juin 1834 et mai 1835, de la ligne de chemin de fer entre Bruxelles et Malines (actuelle ligne 25) que les premiers aménagements affectent la vallée du Kerkebeek.
En 1866 une seconde ligne de chemin de fer est bâtie entre Schaerbeek et Louvain pour raccourcir le trajet entre Bruxelles et Liège.
À partir des années 1900, les Chemins de fer de l'État belge (future SNCB aménagent dans la plaine entre le Kerkebeek et la Senne une gigantesque gare de formation dotée d'une remise à locomotives et d'installations de garages et de réparation.
À une date inconnue (dans les années 1910 ou 1920) un raccordement ferroviaire en direction d'Evere, quittant la vallée du Kerkebeek au moyen d'un talus, est réalisé. Il est cependant abandonné très rapidement.
Au milieu du XXe siècle, le site est principalement composé de prairies, de vergers, de champs et jardins potagers avec quelques groupes de maisons épars. En 1944, de nombreuses bombes visant la gare de formation sont tombées à cet endroit.
C'est au début des années 1980 que les plus grands bouleversements interviennent. Afin de construire la continuation de l'autoroute A1 vers le centre de la capitale, des remblais sont érigés tout le long de la rive droite du Kerkebeek et ce jusqu'à hauteur du parc Walckiers et une partie de l'assiette est déjà construite lorsque les travaux sont laissés à l'abandon. Un bassin régulateur pour récolter les eaux des nombreuses sources avoisinantes n'a pas encore été affecté par les travaux. C'est ce bassin qui est devenu l'étang et, avec le temps, le marais du Moeraske.
En 1984, l'Agglomération bruxelloise, qui a dans ses compétences l'aménagement du territoire, décide de classer les 14 hectares du site en zone verte à haute valeur biologique.

En 1989, la Région de Bruxelles-Capitale et la commune d'Evere confient la gestion à une ASBL.
Le 9 mars 1995, la Région de Bruxelles-Capitale classe les 4,5 hectares du marais en réserve naturelle.
Entre 2002 et 2004, plusieurs projets d'Infrabel concernant le tracé du Thalys sur le site de la gare de formation de Schaerbeek-Haren sont abandonnés, dont un en 2000 qui aurait eu pour conséquence d’empêcher les eaux du Kerkebeek d'entrer dans le marais et ainsi d’assécher ce dernier.

## Écosystème

### Biotope
- une zone marécageuse
- un ruisseau
- une prairie sèche
- un talus boisé
- une zone potagère
- une futaie
- des mares et une prairie humide

### Biocénose

#### Faune

##### Ichtyofaune et herpétofaune
L'épinoche est présente tout le long du cours du Kerkbeek. Dans le marais et les deux étangs, le triton ponctué et le triton alpestre, le crapaud commun, la grenouille rousse et la grenouille verte d'Europe sont des espèces communes.

##### Vivifaune
Sont présents, le lapin de garenne, le putois d'Europe et la belette d'Europe, le renard roux. Le site, riche en insectes, est aussi régulièrement visité par une colonie de chauves-souris en provenance des deux grottes artificielles du parc Walckiers voisin.

##### Avifaune
Le site du Moeraske offre plus de soixante espèces d'oiseaux dont un tiers sont nicheuses. Les spécimens suivants ont été observés par des ornithologues :
- le râle d'eau
- la bécassine des marais
- le martin-pêcheur d'Europe
- la bécasse des bois
- la bergeronnette des ruisseaux
- le rousserolle verderolle
- la fauvette à tête noire
- le chevalier cul-blanc
- le chevalier guignette
- la mésange à longue queue
- la fauvette grisette
- la fauvette à tête noire
- le pic épeiche
- le pic épeichette
- le pic vert
- l'épervier
- le crécerelle
- la buse
- le tarin
- le chardonneret
- le verdier
- le bouvreuil
- l'hirondelle
- martinets
- roitelets
- poule-d'eau
- canard colvert
- Héron cendré

#### Flore
Concernant la végétation, on peut y retrouver grosso modo le tiers de la flore belge. Cela va de la luzerne dans les zones de prairie aux plantes de marais comme le roseau ou l'iris.

Du côté des ligneux, sont présents, entre autres, plusieurs espèces de saules, des aulnes glutineux, des charmes et des frênes élevés qui constituent les arbres les plus hauts.

## Danger pour l'écosystème
Le projet concernant l’extension de la gare de Schaerbeek-Haren n'est pas abandonné par Infrabel. Une de leurs études révèle qu'au moins jusqu'en 2020 la gare de Bruxelles-Midi suffira en tant que terminal Thalys et qu'ensuite l'option gare de Schaerbeek-voyageurs sera la seule envisagée.

## Gestion
Le site est la copropriété de la SNCB, de la commune d'Evere et de la Région de Bruxelles-Capitale.
Depuis 1989, la gestion de la réserve naturelle est confiée à l'ASBL Commission de l'Environnement de Bruxelles et Environs (CEBE).

## Galerie de photographies

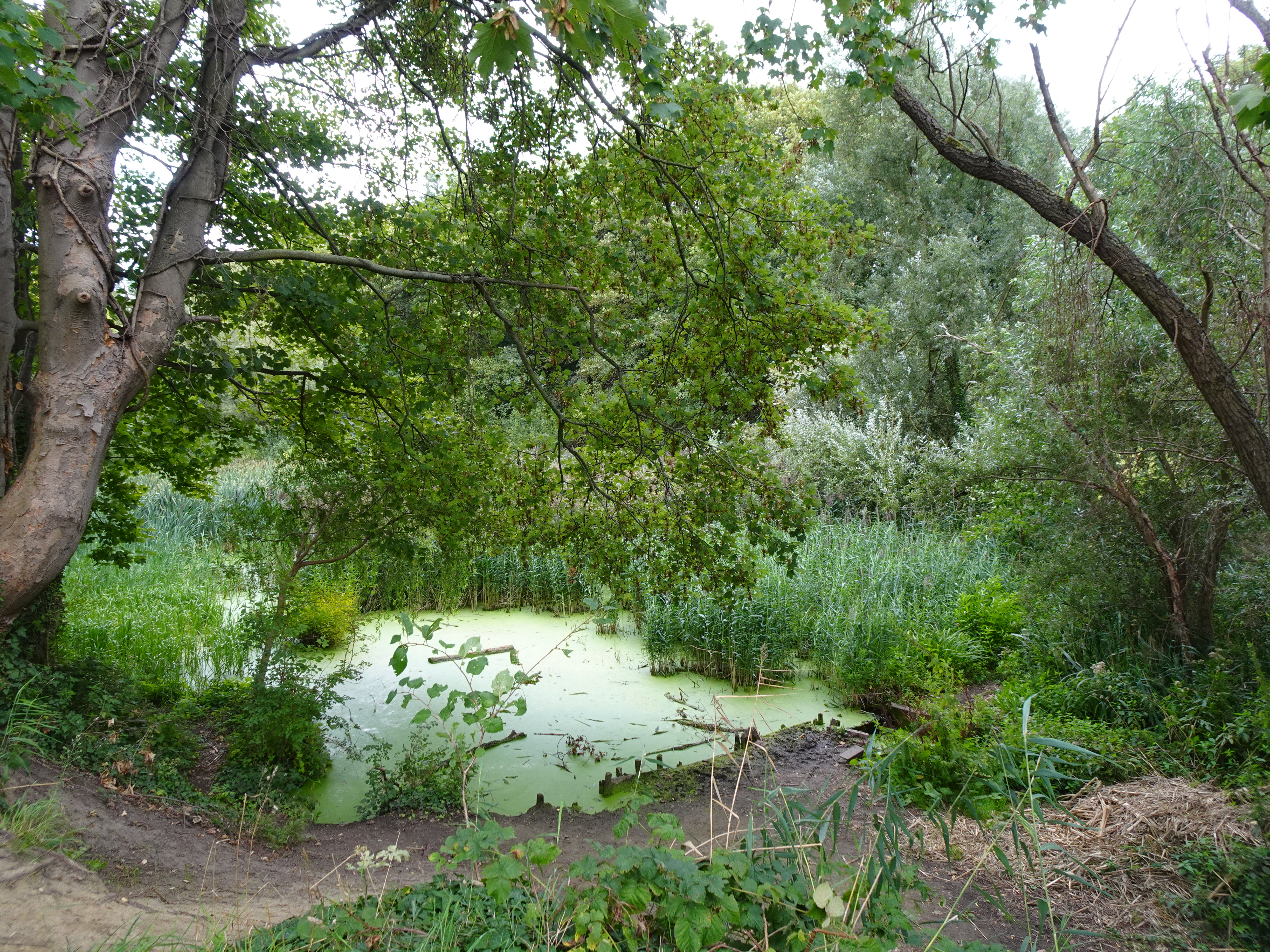
Étang principal.
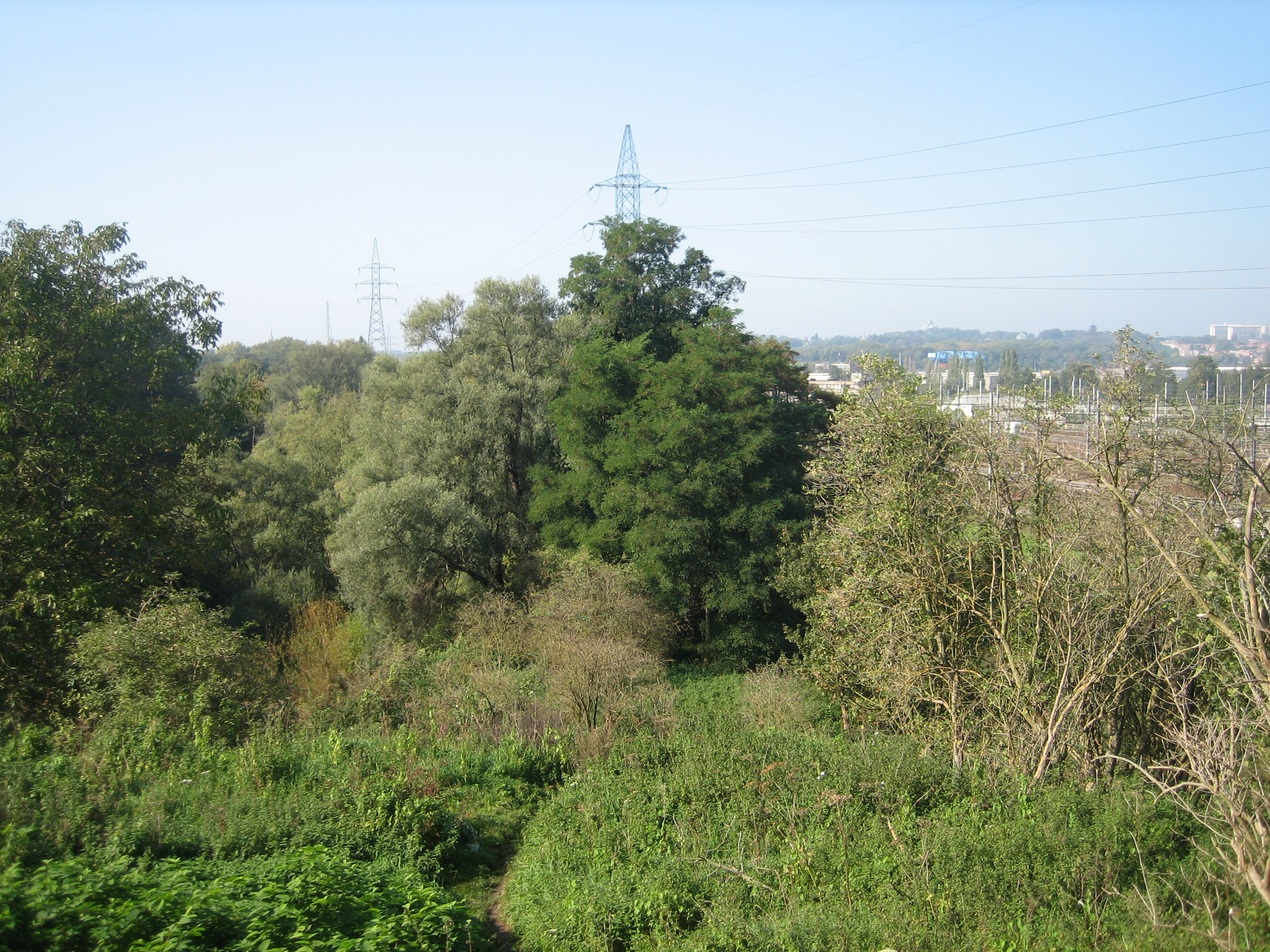
Vue depuis l'ancien talus de l'autoroute.
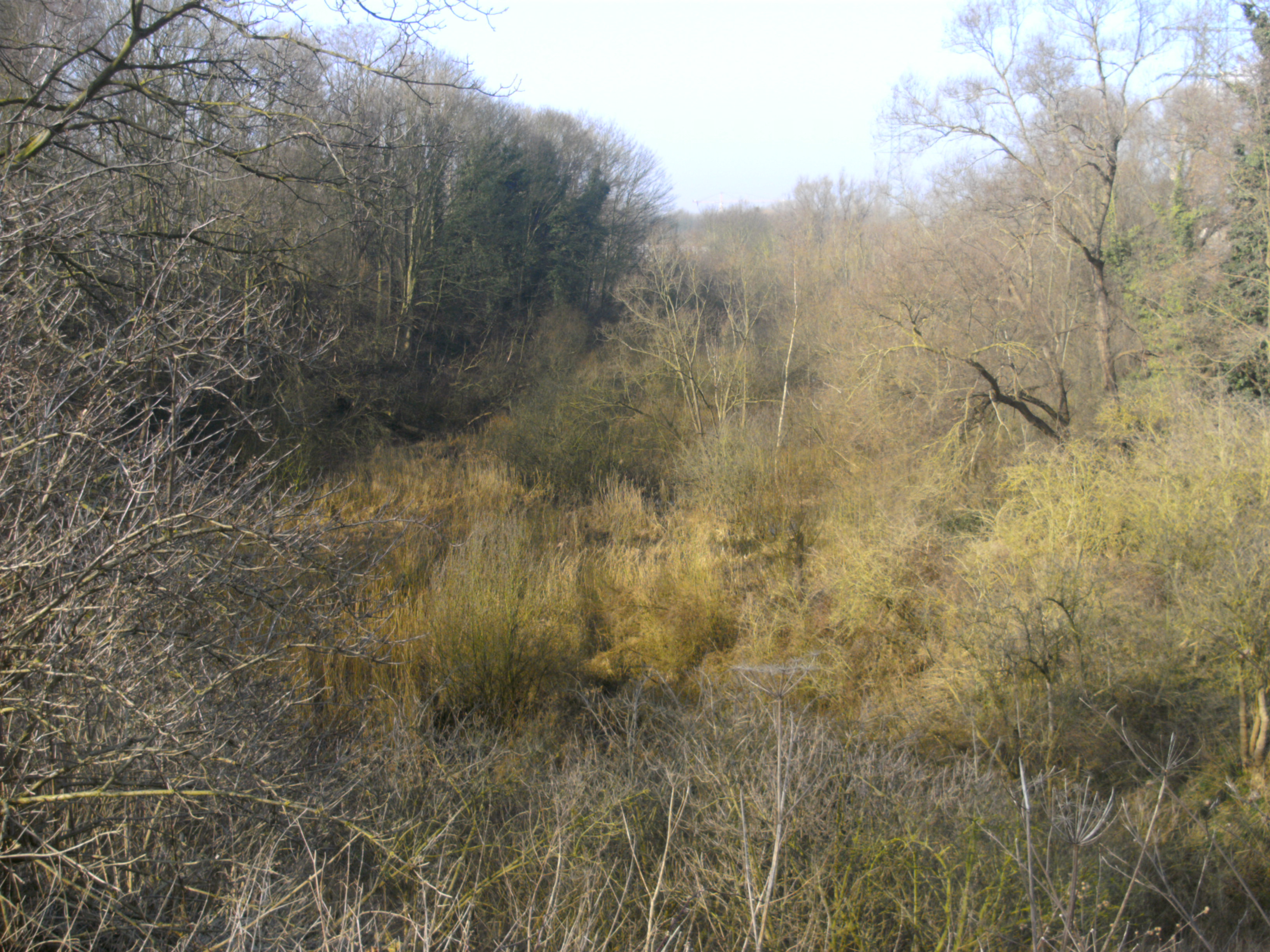
Marais en hiver.

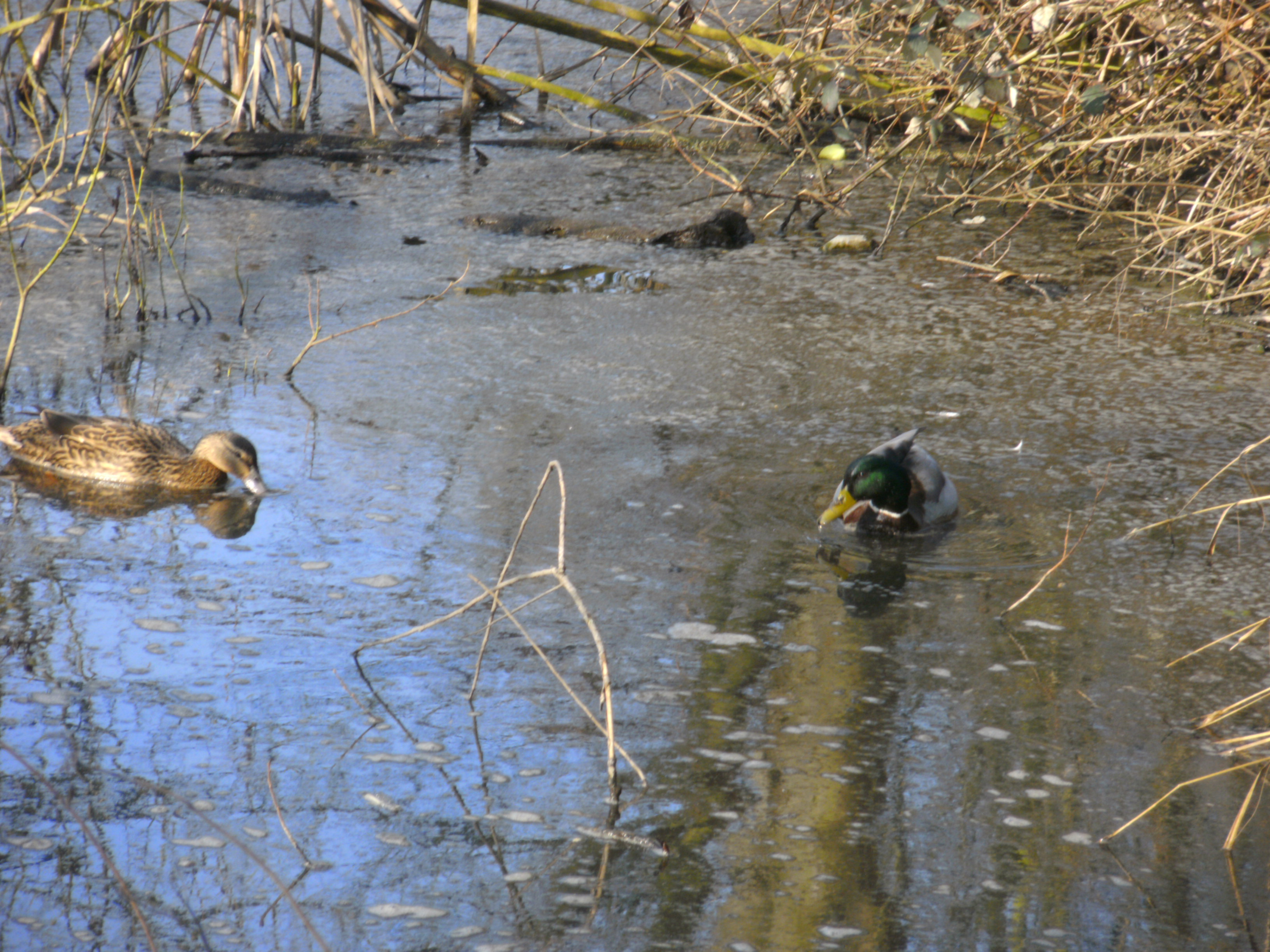
Canards colverts.
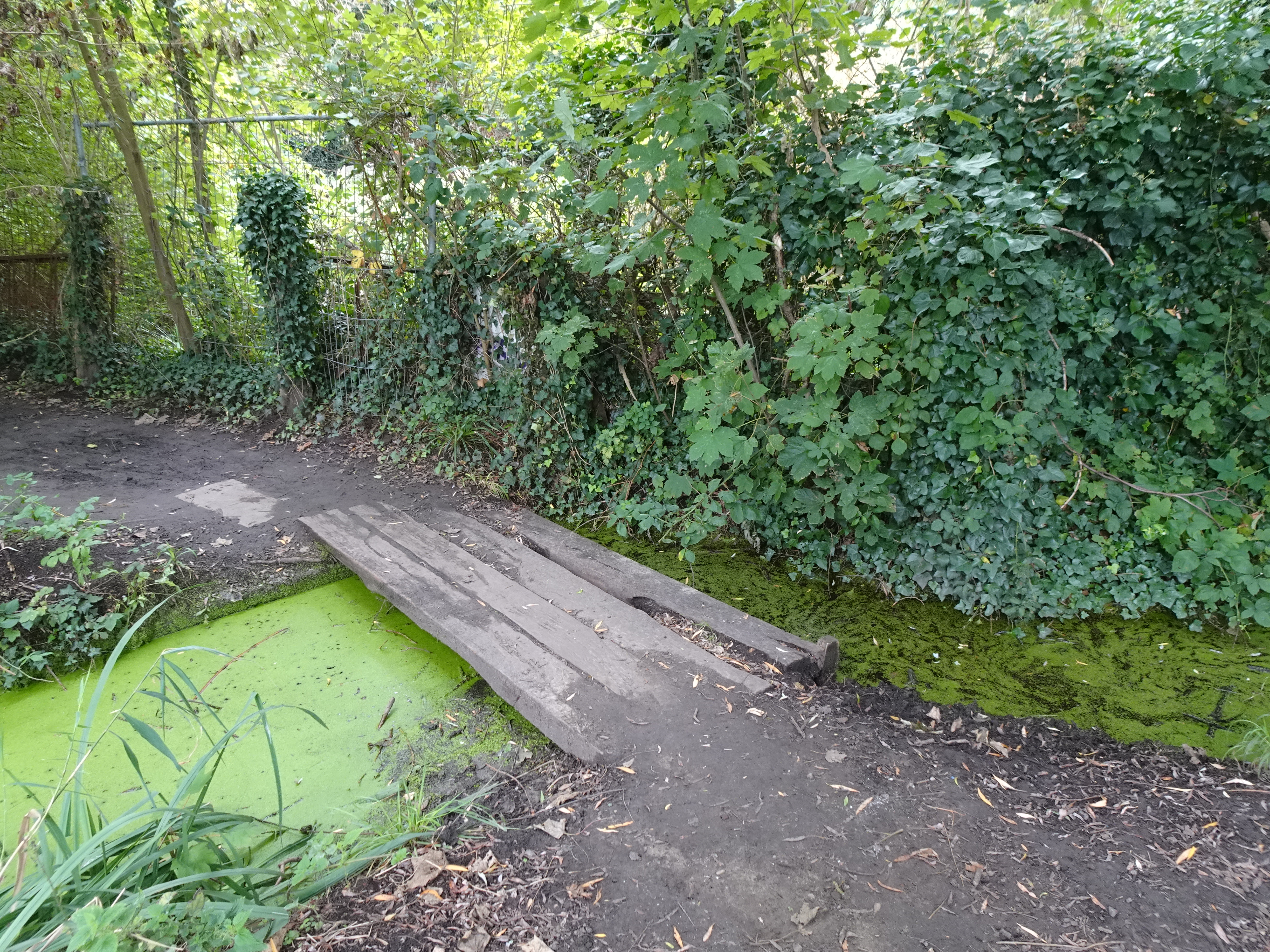
Kerkebeek à la sortie de la Moeraske.
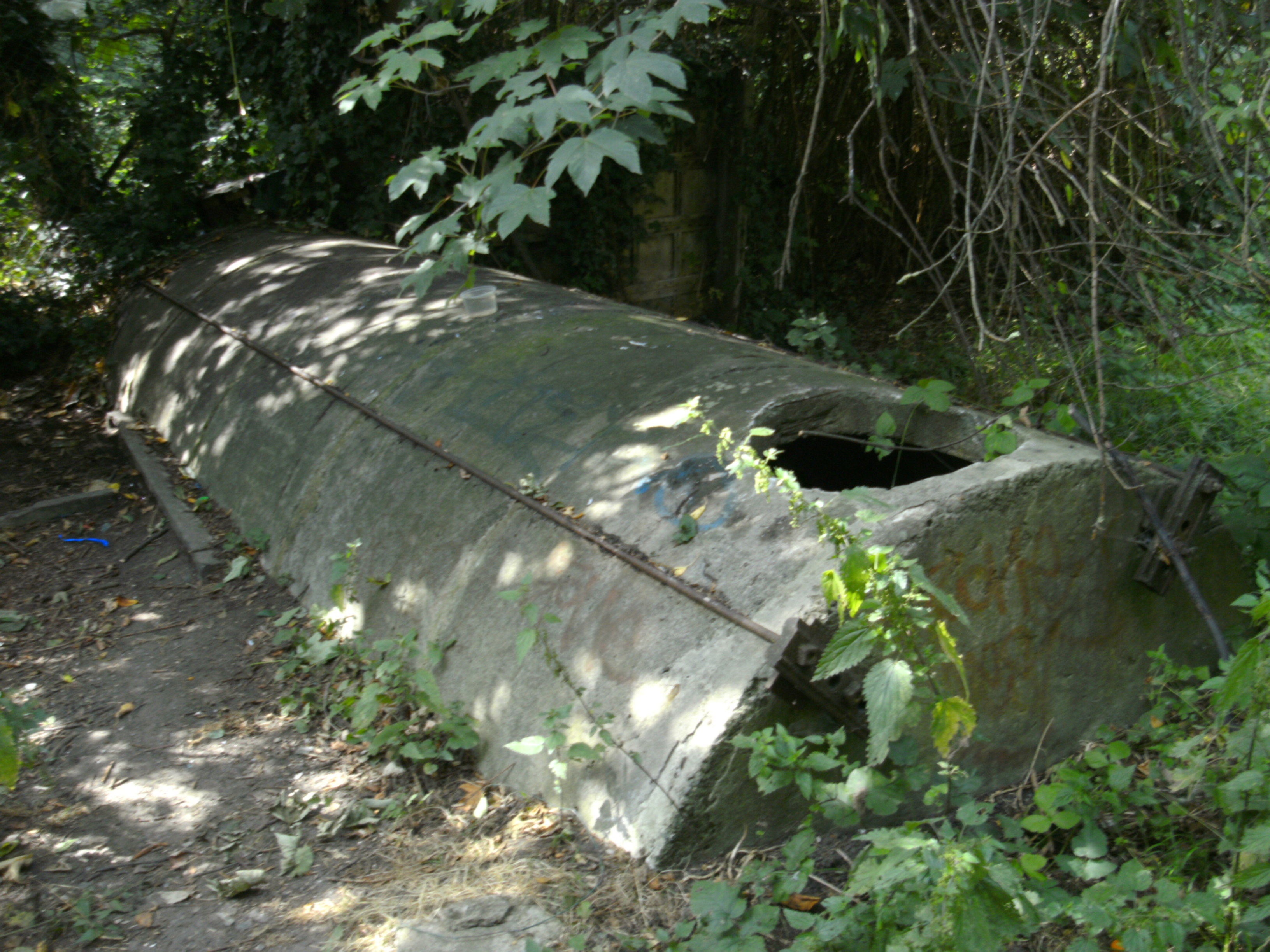
Ancien abri anti-aérien.

## Informations pratiques
La zone naturelle est traversée par un large sentier de randonnée de 2 kilomètres de longueur qui sépare les deux zones de prairie de la zone boisée avec de nombreux accès au sous-bois, au marais et aux étangs.
Elle est librement accessible par quatre entrées :
- la rue Walckiers,
- la rue Carli,
- le parc du Bon Pasteur,
- le jardin du Kerkhoek.

Plusieurs lignes d'autobus de la STIB ont un arrêt proche :
- arrêt Saint-Vincent : 45, 59, 64 et 69
- arrêt Carli : 59 et 69

La CEBE organise, chaque deuxième dimanche du mois à 10 heures des visites guidées gratuites au départ de l'église Saint-Vincent.
Le Moeraske est sur le trajet de la promenade verte. Cette promenade est un parcours de plus de 60 kilomètres, destiné aux piétons et aux cyclistes, qui fait le tour de la Région de Bruxelles-Capitale en traversant de nombreux parcs et espaces de nature préservée.